# Art Linson
Art Linson (Chicago, 16 maart 1942) is een Amerikaanse filmproducent, scenarioschrijver, regisseur en auteur. Als producent werkt hij regelmatig samen met Robert De Niro, Sean Penn en Brian De Palma.

## Biografie
Art Linson werd geboren in Chicago, maar groeide op in Hollywood. Hij studeerde rechten aan de Universiteit van Californië en behaalde in 1967 zijn diploma. 
Gedurende de jaren 1980 werd hij bekend met films als The Untouchables (1987), Scrooged (1988) en Casualties of War (1989). In 1980 maakte hij zijn regiedebuut met de komische Hunter S. Thompson-biopic Where the Buffalo Roam. Ook in de jaren 1990 bleef Linson betrokken bij enkele succesvolle producties. Zo was hij de producent van onder meer This Boy's Life (1993), Heat (1995), The Edge (1997) en Fight Club (1999). In 2008 won hij een AFI Award voor Into the Wild (2007).
In 2002 schreef Linson met What Just Happened? Bitter Hollywood Tales from the Front Line een boek over zijn ervaringen in Hollywood. In 2008 werd het boek door regisseur Barry Levinson verfilmd als de komedie What Just Happened.

### Privéleven
Zijn zoon, John Linson, is eveneens een producent. De twee werkten als uitvoerend producent samen aan de tv-serie Sons of Anarchy (2008–2014) en de films Lords of Dogtown (2005) en The Runaways (2010).

## Filmografie
Film
| Jaar | Titel                            | Functie             |
| ---- | -------------------------------- | ------------------- |
| 1975 | Rafferty and the Gold Dust Twins | producer            |
| 1976 | Car Wash                         | producer            |
| 1978 | American Hot Wax                 | producer, scenarist |
| 1980 | Where the Buffalo Roam           | producer, regisseur |
| 1980 | Melvin and Howard                | producer            |
| 1982 | Fast Times at Ridgemont High     | producer            |
| 1984 | The Wild Life                    | producer, regisseur |
| 1987 | The Untouchables                 | producer            |
| 1988 | Scrooged                         | producer            |
| 1989 | Casualties of War                | producer            |
| 1989 | We're No Angels                  | producer            |
| 1990 | Arrive Alive                     | producer            |
| 1990 | Dick Tracy                       | executive producer  |
| 1992 | Singles                          | executive producer  |
| 1993 | The Assassin                     | producer            |
| 1993 | This Boy's Life                  | producer            |
| 1995 | Heat                             | producer            |
| 1997 | The Edge                         | producer            |
| 1998 | Great Expectations               | producer            |
| 1999 | Pushing Tin                      | producer            |
| 1999 | Fight Club                       | producer            |
| 2000 | Sunset Strip                     | producer            |
| 2001 | Heist                            | producer            |
| 2004 | Spartan                          | producer            |
| 2004 | Imaginary Heroes                 | producer            |
| 2005 | Lords of Dogtown                 | executive producer  |
| 2006 | The Black Dahlia                 | producer            |
| 2007 | Into the Wild                    | producer            |
| 2008 | What Just Happened               | producer, boek      |
| 2010 | The Runaways                     | producer            |
| 2016 | The Comedian                     | producer, scenarist |

Televisie
| Jaar      | Titel           | Functie            |
| --------- | --------------- | ------------------ |
| 2008–2014 | Sons of Anarchy | executive producer |
| 2012      | Outlaw Country  | executive producer |
| 2014      | The Money       | executive producer |